# Earle, Arkansas
Earle là một thành phố thuộc quận Crittenden, tiểu bang Arkansas, Hoa Kỳ. Năm 2010, dân số của thành phố này là 2414 người.

## Dân số
- Dân số năm 2000: 3036 người.
- Dân số năm 2010: 2414 người.